# Вільгельм Кернер
Вільгельм Кернер, пізніше Гульельмо Кернер (нім. Wilhelm Körner (Guglielmo Körner); 20 квітня 1839, Кассель — 29 березня 1925, Мілан) — німецький хімік.

## Біографія
Кернер вивчав хімію в  університеті Гіссена, який закінчив у 1860 році. У 1866 році він став помічником Кекуле в  університеті Гент. Коли у 1867 році Кекуле запросили до Боннського університету, Кернер залишив Гент і перейшов до університету Палермо. Там він працював у лабораторії Станіслао Канніццаро, де зайнявся вивченням ароматичних сполук.
Крім роботи над ароматичними сполуками, Кернер також проявляв інтерес до ботаніки. У 1870 році він прийняв кафедру органічної хімії в "Scuola Superiore di Agricoltura" ("Школа сільського господарства", Міланський університет), де і пропрацював до 1922 року (до 83-річного віку).